# Глэмпинг

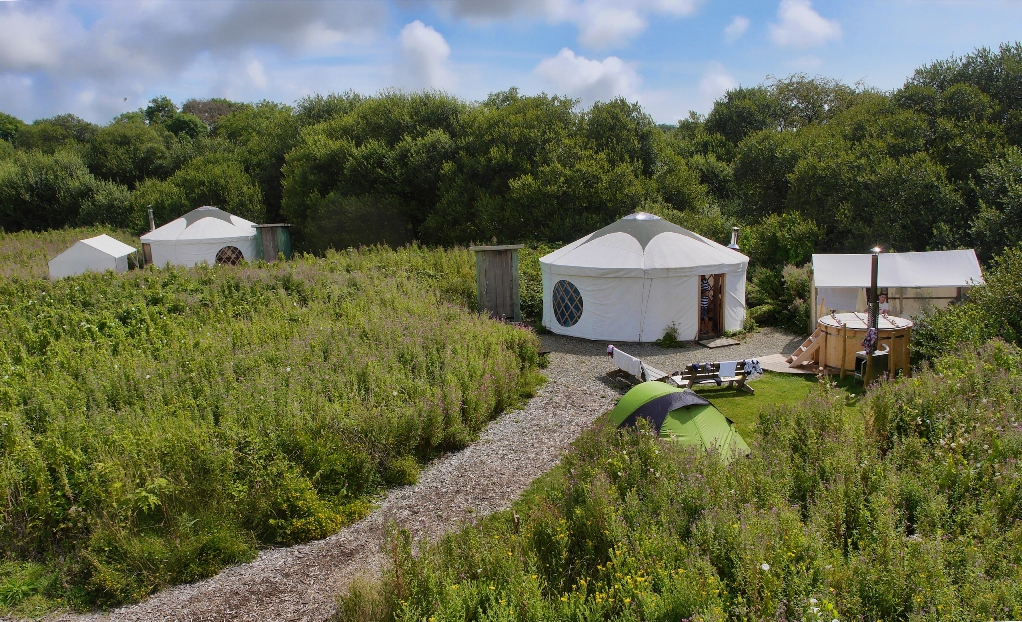
Один из глэмпингов с полупостоянными юртами, гравийными дорожками и джакузи в Уэльсе

Глэ́мпинг (англ. Glamping) — разновидность кемпинга, объединяющая в себе комфорт гостиничного номера с возможностью отдыха на природе.

## История
Впервые понятие glamping появилось в Великобритании в 2005 году в результате словослияния слов glamour и camping.
Сама концепция данного вида отдыха использовалась в Шотландии ещё в XVI веке, когда при выезде королей, принцев, графов, виконтов, маркизов и сквайров на природу устанавливались роскошные шатры, наполнявшиеся предметами обихода из дворца. Среди российского дворянства выезды на охоту с повышенным комфортом были известны как «отъезжее поле». См. также «Соколиная охота».
В 1920-х годах данный тип отдыха использовался богатыми охотниками из Великобритании и Северной Америки на сафари в Африке. Чаще всего место лагеря представляло собой сафари-тент, установленный на деревянный помост.
С 2010 года кемпинг повышенной комфортности начал активно развиваться по всему миру.
В 2016 году слово glamping было добавлено в Оксфордский словарь английского языка. На 2025 год в толковых словарях русского языка слово «глэмпинг» отсутствует.

## В России
По данным АТОР, в 2022 году в России насчитывалось уже около 400 кемпингов повышенной комфортности.